# 이상길 (1958년)
이상길(李相吉, 1958년 7월 11일 ~ , 경북 청도)은 대한민국의 공무원이다. 

## 학력
- 1970년 : 청도매전초등학교 졸업
- 1973년 : 밀양중학교 졸업
- 1976년 : 경동고등학교 졸업
- 1982년 : 서울대학교 사범대학 사회교육학 학사
- 1998년 : 일리노이대학교 경제학 석사

## 주요경력
- 1982년 : 국세청 행정사무관
- 1987년 : 농림수산부 농업공무원교육원 교수부 사무관
- 1990년 : 농림수산부 양정국 양곡조사과 사무관
- 1994년 : 농림수산부 양정국 양정과 서기관
- 1994년 : 농림수산부 법무담당관
- 1995년 : 농림수산부 식량관리과장
- 1998년 : 농림부 농촌인력과장
- 1999년 : 농림부 축산국 축산정책과 서기관
- 2000년 : 농림부 축산국 축산정책과 부이사관
- 2002년 : 농림부 농업정보통계관
- 2003년 : 국제농업개발기금
- 2005년 : 국방대학교 파견
- 2006년 : 농림부 식량정책국 국장
- 2006년 ~ 2008년 : 농림부 축산국 국장
- 2008년 3월 ~ 2009년 2월 : 농림수산식품부 식품산업본부 축산정책단 단장
- 2009년 2월 ~ 2010년 10월 : 산림청 차장
- 2010년 10월 : 농림수산식품부 식품산업정책실 실장
- 2011년 7월 ~ 2013년 3월 : 농림수산식품부 제1차관
- 2013년 12월 ~ 2016년 12월 : 제3대 농림수산식품기술기획평가원 원장
- 2020년 3월 ~ : 제18·19대 한국단미사료협회 회장

## 상훈
- 1992년 12월 : 대통령표창
- 2006년 5월 : 홍조근정훈장

| 전임 정광수 | 제24대 산림청 차장 2009년 2월 19일 ~ 2010년 10월 8일 | 후임 하영효 |

| 전임 김재수 | 제4대 농림수산식품부 제1차관 2011년 7월 22일 ~ 2013년 3월 13일 | 후임 여인홍 (농림축산식품부 차관) |